# Carex tungfangensis
Carex tungfangensis är en halvgräsart som beskrevs av Lun Kai Dai och S.M.Huang. Carex tungfangensis ingår i släktet starrar, och familjen halvgräs.
Artens utbredningsområde är Hainan (Kina). Inga underarter finns listade i Catalogue of Life.